# Halbwirtschaft
Halbwirtschaft bezeichnet eine durch Erbteilung entstandene, einstmals gängige Wohn- und Landwirtschaftsform, 
die vor allem für Neusiedl am See und die Region Heideboden im nordöstlichen Seewinkel charakteristisch war. 
Eine Halbwirtschaft wird von zwei unterschiedlichen Parteien bewohnt. 
Die Bauernhöfe waren ursprünglich im Besitz eines Eigentümers und wurden auf zumeist zwei Besitzer aufgeteilt. 
Gemeinsam blieben nur das Einfahrtstor, der Innenhof und je nach Vereinbarung auch Kellerräume und Brunnen.
In Neusiedl am See sind immer wieder Halbwirtschaften mit „Doppel-Hausnummern“ zu finden. 